# Gary Peters (Fußballspieler)
Gary David Peters (* 3. August 1954 in Carshalton, London) ist ein ehemaliger englischer Fußballspieler und heutiger -trainer. Zuletzt war er Technischer Direktor bei Hereford United.

## Spielerkarriere
Aus der Jugendabteilung von Aldershot ging Gary Peters 1975 zum FC Reading. Dort blieb er bis 1979 und absolvierte über 150 Spiele in der dritten und der vierten Liga. Danach wechselte er zum Zweitligisten FC Fulham. Bereits in seiner ersten Saison stieg er mit dem Team jedoch wieder in die dritte Liga ab. In seiner letzten Saison für Fulham schaffte Peters mit seiner Mannschaft den Wiederaufstieg. Zur Saison 1982/83 ging der Abwehrspieler zum FC Wimbledon, mit denen er in den folgenden zwei Jahren von der vierten bis in die zweite Liga aufstieg. Abermals wechselte er nach einem Aufstieg den Verein und ging zurück zu seinem Jugendverein Aldershot. Nach einer Saison ging Peters wieder zum FC Reading. Bis zum Jahr 1988 absolvierte er weitere 100 Ligaspiele für die Königlichen und stieg dabei einmal in die zweite Liga auf und wieder in die dritte Liga ab. Nebenbei trainierte er eine Jugendmannschaft von Reading. Die letzten beiden Jahre seiner Spielerkarriere verbrachte der Abwehrspieler nochmals beim FC Fulham, der kurze Zeit zuvor fast konkurs gegangen wäre.

## Trainerkarriere
Nach dem Ende seiner aktiven Laufbahn begann Gary Peters zunächst als Co-Trainer bei Fulham, Cambridge United und Preston North End. Als 1994 der Trainer John Beck entlassen wurde, bekam Peteres den Posten als Cheftrainer. Mit Preston stieg er 1996 dann in die dritte Liga auf und sein Team zeigte attraktiven Fußball. Dabei konnte er namhafte Spieler wie den damals 20-jährigen David Beckham zur Leihe oder Jon Macken verpflichten, der später für eine Rekordablöse von 5 Millionen Pfund verkauft wurde. Anfang 1998 stagnierten die Leistungen von Preston North End und Peters wurde als Trainer von David Moyes abgelöst. Einen Monat später kam er allerdings zum Verein zurück und war fortan für die Entwicklung in Nachwuchsbereich tätig. Nach einiger Zeit kamen jedoch nur noch wenige Talente nach und Peters wurde im Zuge von Einsparungsmaßnahmen endgültig entlassen. Nur kurze Zeit später wurde er zum Trainer beim Viertligisten Exeter City. Auch wenn seine Mannschaft nur 3 der letzten 13 Spiele verlor, stieg Exeter am Ende der Saison ab. Exeter befand sich in starken finanziellen Schwierigkeiten und hatte keine Mittel um neue Spieler zu verpflichten. Peters ging deshalb als Scout zum FC Everton. Im November 2004 übernahm er dann den Trainerposten beim Viertligisten Shrewsbury Town. Am 8. März 2008 wurde er dort entlassen, nachdem das Team in der laufenden Saison nur 6 Punkte aus 12 Spielen geholt hatte. 